# 久那橋

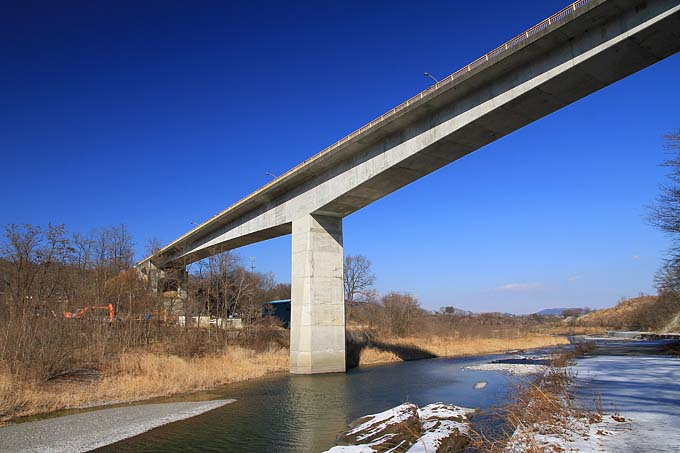
久那橋（2015年1月）

久那橋（くなばし）は埼玉県秩父市久那と同荒川上田野の間で荒川に架かる秩父市道幹線12号の道路橋である。

## 概要
本橋は荒川河口から129.3 kmの位置に架けられ、橋長140.0メートル、総幅員10.0メートル、有効幅員9.0メートル（車道6.5メートル、歩道2.5メートル）、最大支間長69.3メートルの2径間のPCTラーメン箱桁橋の1等橋である。ラーメン橋なので上部構造（橋桁）が下部構造（橋脚）と一体化した構造となっていて、側面から見ると「T」の字型を有している。歩道は下流側のみに設置されている。右岸の河岸段丘面と左岸の荒川流路沿いの低地とを結ぶように架けられており、右岸側と左岸側との橋詰に大きな高低差があるため縦断勾配のある橋で、南詰は国道140号の久那橋入口交差点に至る。左岸側は築堤に接続されている。橋の管理者は秩父市である。
西武観光バスの久那線の走行経路に指定されている。右岸寄りのバス停は「浦山常盤橋」停留所が最寄り。

## 歴史

### 1933年の橋

吊り橋の旧久那橋（1955年頃）。右岸上流側より望む。

橋が架けられる以前は単に「渡し」と呼ばれた無名の渡船場が旧久那橋のやや下流側の辺りに存在していた。渡船に使用されていた船は川漁師が船頭を務める遊漁船で、漁撈のついでということもあり、渡船料は無賃であったがお礼を支払う者もいた。また、秩父三十四箇所の巡礼の際にも利用されていた。
この渡船場は1930年（昭和5年）ごろに廃止されている。
渡船は大水の際は運行不能となるため、現在の橋の150メートル上流側の位置である現在の荒川総合運動公園体育館付近に1933年（昭和8年）に橋長85.0メートル、幅員2.7メートルの旧巴川橋によく似た吊り橋が久那村の落合地区および栗原地区により架設され、久那橋と命名された。歩行者の他、自動車などの車両の通行も可能であった。主塔は鋼製でトラス構造を持ち、欄干は鉄製で桁の両側に耐風索および耐風支索と呼ばれる、桁の横変位と捩れを抑制するための鉄索（ケーブル）が設けられていた。この吊り橋の開通によって久那地区の発展に寄与してきたが、老朽化により通行制限が実施され、歩行者専用の橋（人道橋）となった。
この橋は奥秩父において最後の吊り橋であったが1982年（昭和57年）12月の永久橋の開通により、廃止され1983年（昭和58年）3月に撤去された。旧久那橋の左岸橋台の遺構が残る。現在旧橋とほぼ同じ場所にコンクリート製の丸い柱が河道に飛び石状に配された中ノ橋がある。また、1982年11月には新しい久那橋の架設を記念してその歴史を記した「久那橋竣工記念碑」が左岸側橋詰の旧橋と新橋の取り付け道路の合流点の場所にある「落合公会堂」に設立されている。

### 1982年の橋

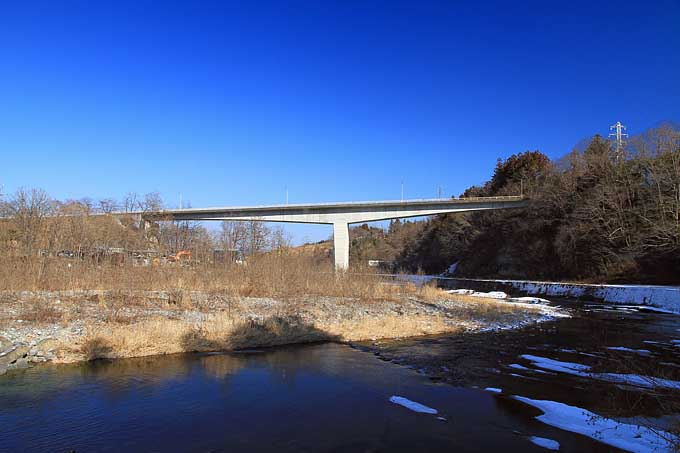
右岸上流側より望む現在の久那橋。

旧橋が車両の通行が不能になったため、1970年（昭和45年）に久那地区より永久橋への架け替えの請願書が秩父市および秩父市議会議長に提出され、秩父市議会においてこれが採択されたことにより、建設省（現国土交通省）より橋梁整備事業の承認を受け、国庫補助事業として秩父市が事業主体となり、総事業費6億600万円を投じて1977年（昭和52年）10月に着工されることとなった。なお、1978年（昭和53年）から1981年（昭和56年）3月にかけて本橋と同時進行で市内の同じ荒川に和銅大橋が建設され、これは総事業費の三分の二の国庫補助（残り三分の一は市が負担）を受けたとはいえ、永久橋の同時架設は埼玉県内の自治体でも前例がなく、地方自治体などの関係機関の注目を浴びた。新橋の監修管理は秩父市建設部土木課、調査測量は南建設、設計は長大橋設計センター（現、長大）が行ない、新橋の施工会社は上部工の施工は住友建設（現三井住友建設）、下部工は間組および斎藤・大田建設（共同事業体）が担当した。また、取り付け道路の施工は斎藤組および大野建設が担当した。
新橋は旧橋の150メートル下流側である現在の位置に、当時としては稀なPCポストテンション方式箱桁橋として架けられ、架設工法としてディビダーク工法が用いられた。新橋は1982年（昭和57年）11月30日に竣工し、同年12月21日に開通した。これが現在の久那橋である。また、橋の架設に並行して左右両岸に総延長220メートルの取り付け道路が整備された。渡り初め式は同年12月21日の10時30分より行なわれ、三組の三代夫婦による渡り初めが行なわれた。
開通当時は秩父市と荒川村を結ぶ橋であったが、荒川村は2005年（平成17年）4月1日に秩父市と合併（平成の大合併）したため、両岸とも秩父市となった。

## 周辺

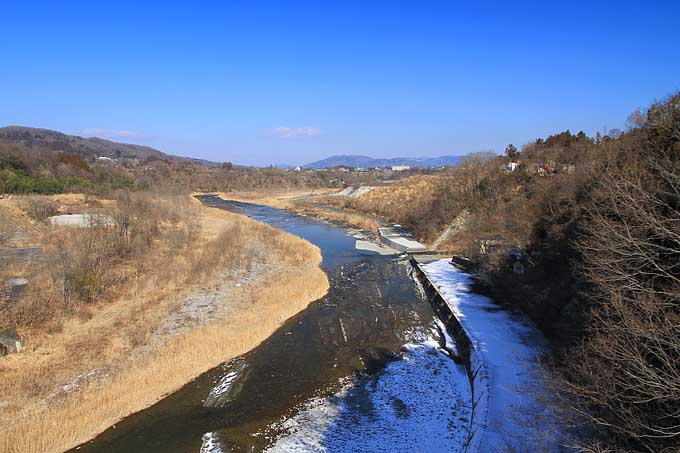
久那橋より下流方向を望む。

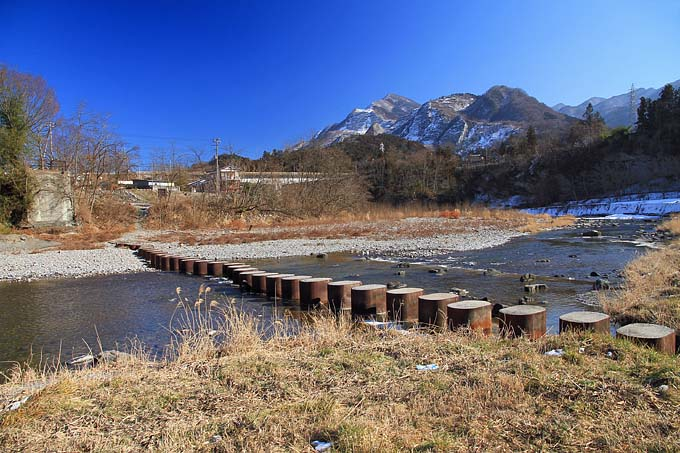
右岸上流側より望む中ノ橋。奥に久那橋が、左端に旧久那橋の橋台跡がある。

付近の荒川は河岸段丘域にあり、下流側の巴川橋にかけて大きく穿入蛇行しながら北へ流れている。左岸側は蛇行の内側で砂礫が堆積した200-300メートルの幅をもつ河原を形成し、滑走斜面を有した比較的開けた緩やかな地形に対し、右岸側は狭隘で切り立った段丘崖を階段状に形成した急峻な地形である。また、砂州面積の減小と河床低下による洗掘や河岸崩壊が進み、砂州の固定化による樹林化（河畔林）が見られる。付近の河床の平均勾配は4-6パーミルである。約200メートル下流側で浦山川が右岸側より合流する。久那橋の下流側は2004年（平成16年）に策定された市の「柳大橋上下流域荒川清流保全実施計画」の対象地域に接しており、その地域の河川区域に指定された「「柳大橋上下流域荒川清流保全区域」も近くにある。 久那橋から下流側の柳大橋にかけて親水公園を整備する計画がある。
- 浦山口駅
- 浦山歴史民俗資料館
- 浦山口キャンプ場
- 石龍山橋立堂 - 秩父札所28番
  - 橋立鍾乳洞 - 埼玉県の天然記念物
- 岩谷山久昌寺 - 秩父札所25番
- 橋立浄水場
- 浦山川
  - 常盤橋 - 浦山川に架かる国道140号の橋梁（1925年3月開通）
- 秩父市立荒川総合運動公園
  - 荒川総合運動公園体育館
  - 荒川総合運動公園野球場
- 秩父市立久那小学校
- 八幡神社

## その他
- 久那橋は埼玉県のぐるっと埼玉サイクルネットワーク構想に基づき策定された「自転車みどころスポットを巡るルート」の「秩父札所34カ所を回るルート」や「秩父まちなかと名水を回るルート」の経路に指定されている[20]。

## 風景

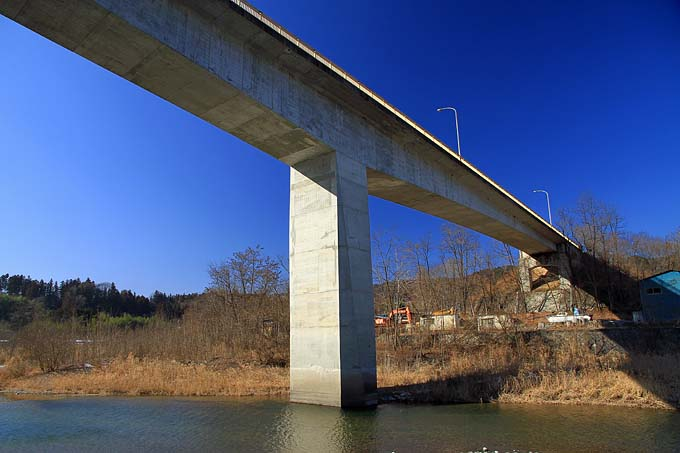
右岸下流側より望む。
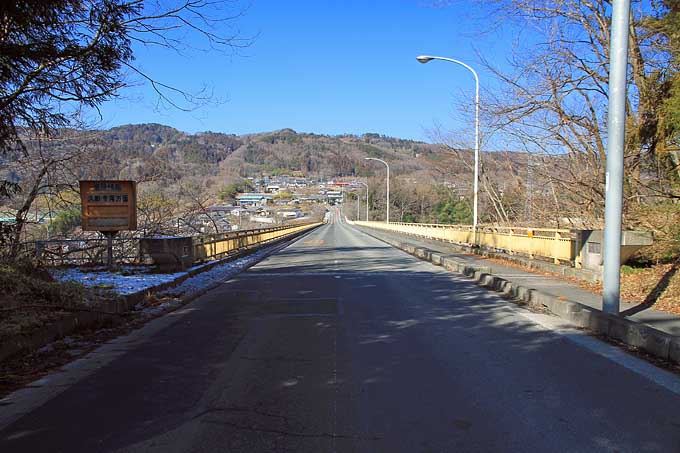
右岸側橋詰より望む。
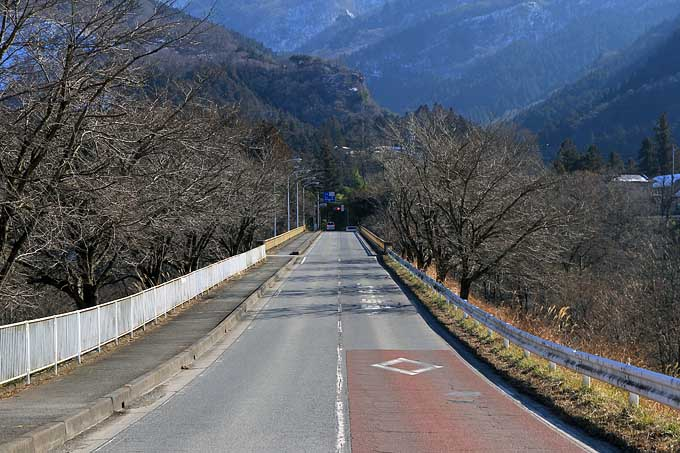
左岸側橋詰より望む。
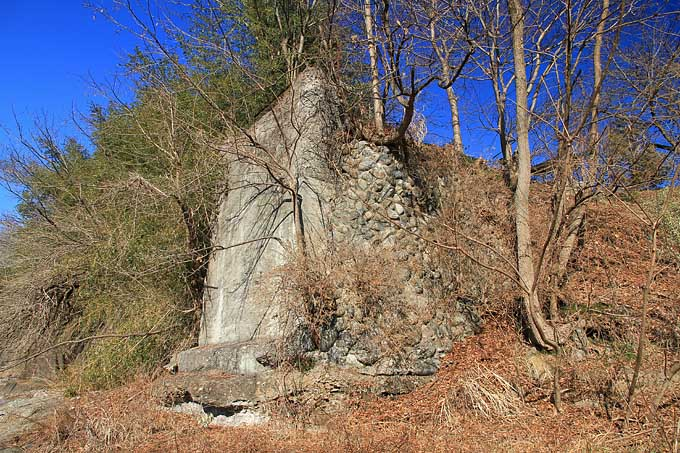
旧久那橋の橋台跡。
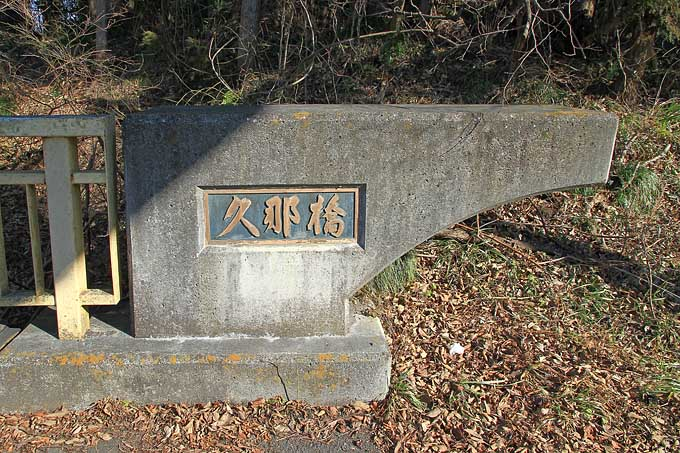
右岸側の親柱。
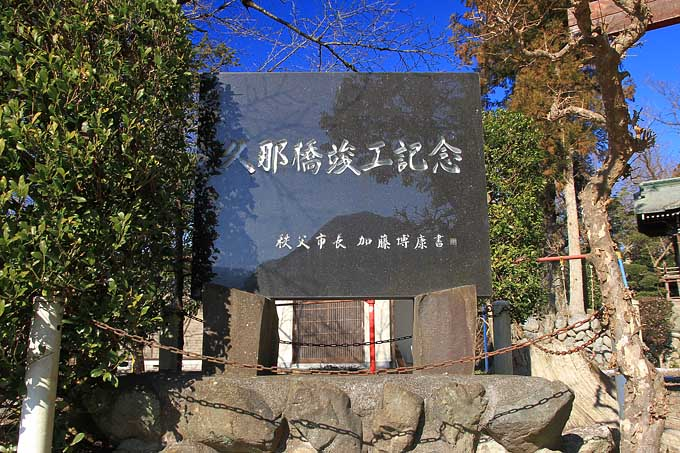
久那橋竣工記念碑。

## 隣の橋
- 荒川

（上流） - 荒川橋 - 日野鷺橋 - 久那橋 - 柳大橋 - 巴川橋 - （下流）